# Eptesicus tatei
Eptesicus tatei es una especie de murciélago de la familia Vespertilionidae.

## Distribución geográfica
Es endémica de la India, y registrado en una sola localidad en el distrito de Darjeeling, Bengala Occidental.

## Hábitat
Su hábitat natural son: las selvas de altura y no se sabe el tamaño de la población de la especie.